# شون ويلزي
شون ويلزي (بالإنجليزية: Sean Welsh) (15 مارس 1990 بإدنبرة في المملكة المتحدة - ) هو لاعب كرة قدم إسكتلندي في مركز الوسط. لعب مع نادي بارتيك ثيسل ونادي هيبرنيان ونادي ستنهاوسموير ونادي ستيرلينغ ألبيون.

## وصلات خارجية
- شون ويلزي على موقع قاعدة بيانات كرة القدم.إي يو (الإنجليزية)
- شون ويلزي على موقع Soccerway.com (الإنجليزية)
- شون ويلزي على موقع عالم كرة القدم.نت (الإنجليزية)

{{شريط تصفح تشكيلة فريق كرة قدم
|الاسم=
|اسم الفريق= نادي إنفرنيس
|القائمة=
- 5 Remi Savage [الإنجليزية]‏
- 6 ديفين
- 8 Adam Mackinnon [الإنجليزية]‏
- 9 مكاي
- 11 لونغستاف
- 12 Matthew Strachan (footballer) [الإنجليزية]‏
- 14 Calum MacLeod (footballer) [الإنجليزية]‏
- 15 Gardiner
- 16 Walker
- 18 Robbie Thompson (Scottish footballer) [الإنجليزية]‏
- 19 Keogh
- 20 Corner
- 25 Rebilas
- 26 Paul Allan [الإنجليزية]‏
- 28 Nixon
- 29 Reid
- -- Clark
- -- Thompson
- مدرب: Kellacher